# Ken Romain
Ken Romain (* 17. April 1993 in Villepinte) ist ein französischer Sprinter.
Bei den Leichtathletik-Junioreneuropameisterschaften 2011 in Tallinn siegte er in der 4-mal-100-Meter-Staffel.
2014 kam er bei den World Relays in Nassau in der 4-mal-200-Meter-Staffel mit Christophe Lemaitre, Yannick Fonsat und Ben Bassaw auf den dritten Platz, wobei das französische Quartett mit 1:20,66 min den aktuellen Europarekord aufstellte.
2015 siegte er bei den Leichtathletik-U23-Europameisterschaften in Tallinn mit der französischen 4-mal-100-Meter-Stafette.

## Persönliche Bestzeiten
- 100 m: 10,29 s, 14. Juni 2014, Aubagne
- 200 m: 20,94 s, 22. Juli 2012, Lens
  - Halle: 21,25 s, 2. März 2014, Eaubonne